# Kateřina Elhotová
Kateřina Elhotová (14 de outubro de 1989) é uma basquetebolista profissional checa.

## Carreira
Kateřina Elhotová integrou a Seleção Checa de Basquetebol Feminino, em Londres 2012, que terminou na sétima colocação.